# Movie Memories
Movie Memories è un documentario del 1934 diretto da Ralph Staub.

## Produzione
Il film fu prodotto dalla Vitaphone Corporation e dalla Warner Bros. Pictures.

## Distribuzione
Distribuito dalla Warner Bros. Pictures, uscì nelle sale cinematografiche USA nel 1934. La pellicola è stata masterizzata e distribuita in DVD nel 2010 dalla Warner Home Video, inserita nella Vitaphone Cavalcade of Musical Comedy Shorts Collection.